# تايلور سويفت آند ديف ليبارد
«تايلور سويفت آند ديف ليبارد» (بالإنجليزية: Taylor Swift & Def Leppard)‏ هي حلقة من مسلسل سي إم تي التلفزيوني سي إم تي كروسرودز. تظهر في الحلقة أداءات للمغنية والمؤلفة الأمريكية تايلور سويفت وفرقة الروك البريطانية ديف ليبارد.
كان العرض التلفزيوني الأول في 7 نوفمبر 2008، وأُصدر في 16 يونيو 2009 على دي في دي حصرياً في متاجر وال مارت الأمريكية عبر تسجيلات بيغ ماشين.

## الأغاني
ظهرت في الحلقة أغانٍ لكل من سويفت وديف ليبارد بالإضافة إلى فترات مقابلة.
1. «فوتوغراف»
2. «بيكتشر تو برن»
3. «لاف ستوري»
4. «هستيريا»
5. «تيردروبس أون ماي غيتار»
6. «وين لاف أند هيت كولايد»
7. «شوداف سايد نو»
8. «بور سام شغر أون مي»

## إصدار الدي في دي
عندما أُصدرت الحلقة على الدي في دي، احتوى الإصدار على مقابلات وثلاث أغانٍ إضافية لم تظهر في البث الأصلي.
الأغاني الإضافية التي أُدرجت في الدي في دي:
- «آور سونغ»
- «لاف»
- «تو ستيبس بيهايند»

## وصلات خارجية
- تايلور سويفت آند ديف ليبارد على موقع IMDb (الإنجليزية)

- «ديف ليبارد آند تايلور سويفت» على قاعدة بيانات الأفلام على الإنترنت